# 二乙基五硫
二乙基五硫是一种有机硫化合物，化学式为CH3CH2S5CH2CH3，分子中存在链状的S-S-S-S-S结构。它可由二乙基二硫和三苯甲基氯化三硫反应制得：
CH3CH2SSCH2CH3 + Ph3CS3Cl → CH3CH2S5CH2CH3 + Ph3CCl （Ph=苯基）
它也是环己基异腈和二乙基四硫反应的副产物（5%）之一。